# Csernus Tibor
Csernus Tibor (Kondoros, 1927. június 27. – Párizs, 2007. szeptember 7.) Kossuth-díjas magyar grafikus és festő.

## Életpályája
Apja lakatos mester volt. Csernus Tibor kezdetben kereskedelmi iskolába járt, de nagy kedvet érzett a rajzoláshoz, s 1943-ban elkezdte az Iparrajziskola grafika szakát. Tanulmányaival párhuzamosan a Posner-nyomdában dolgozott litográfus tanoncként, ott Benkő András tanítgatta a rajzolás elemeire. 1944-ben beiratkozott az Iparművészeti Iskolába. 1945-ben hadifogságba esett.
A II. világháború után az Iparművészeti Iskolában Sárkány Lórántnál folytatta a grafika szakot, majd átment a Képzőművészeti Főiskola festő szakjára, ahol mestere Bernáth Aurél volt. 1952-ben festészeti munkásságáért, különös tekintettel Orlay Petrich Soma festi Petőfit c. alkotására Munkácsy-díjat kapott a II. Magyar Képzőművészeti Kiállításon. 1953-ban diplomamunkájának címe: A Landerer nyomdában kinyomtatják a 12 pontot. Első portréját 1954-ben Juhász Ferenc költőről készítette, akivel jó barátságban volt. Tájképei szocreál stílusban készülnek egészen 1956-ig.
Az 1950-es évek közepétől egyéni útkeresés jellemzi, a kubizmus és a francia festészet más 20. századi stílusirányzatait tanulmányozta. 1957-ben kijutott Párizsba, ott megismerkedett a két világháború közti francia festészettel, az automatista kalligráfiával (Georges Mathieu, Hantai Simon), a szürrealizmussal (Max Ernst, Tanguy). Nyaranként a szigligeti művésztelepen dolgozott, André Derain volt hatással tájképfestészetére. Természetmisztikus és szürrealisztikus alkotói folyamat jellemzi 1958-1964-ben keletkezett képeit. Ebben az időben több monotípiát is készít.
Könyvillusztrátorként is jelentős volt tevékenysége (Fejes Endre: Rozsdatemető; Remenyik Zsigmond: Por és hamu; Gongora: Válogatott versek stb.)
1964-től Párizsban élt és alkotott. Az 1970-es években a hiperrealista ábrázolás felé fordult, fotografikus vágású műteremrészleteinek, lakótelepeinek, csendéleteinek nem adott címet. Az 1980-as években Caravaggio stílusában fest többalakos, ál-akademikus akt-kompozíciókat és bibliai jeleneteket és csendéleteket (csirkével, hallal), állatképeket (ló, papagájok, hattyúk). Az 1990-es évekből legkiemelkedőbb monumentális expresszív-realista sorozata, a Szajha útja, amelyet William Hogarth metszetsorozata és az olasz látványfestő, Gaspare Traversi hatása ihletett.

## Stílusa
Csernus Tibor érett művészetéről egyaránt elmondható, hogy mozaikplakát-festészet, szürnaturalizmus, hiperrealizmus, hogy neobarokk, sőt még a szocreál hagyománya is fellelhető benne. Fiatal korában tett párizsi tanulmányútja után stílusát „mágikus realizmusnak” nevezik. Később a tasizmus formaelemeit felhasználó szürrealisztikus stílusával Magyarországon iskolát teremtett.

## Művei (válogatás)
- 1952 Orlai Petrich Soma festi Petőfit
- 1952-53 Városkép az országházával
- 1952-53 Sashegyi látkép
- 1952-53 Déli pályaudvar
- 1953 A Landerer nyomdában kinyomtatják a 12 pontot
- 1954 Juhász Ferenc portréja
- 1954-56 Taxiállomás
- 1954-56 Három lektor
- 1954-56 Újpesti Dunapart[4]
- 1958-59 Saint Tropez
- 1954-56 Triptichon
- 1954-56 Haszonvastelep
- 1961 Tengeri csata
- 1962 Lehel téri piac
- 1964 Színésznők és Nádas
- 1985-86 Saul I.
- 1985-86 Kékrops lányai
- 1986 József és testvérei II.
- 1987-88 József elmeséli álmát
- 1987-88 Izsák feláldozása
- 1987-88 Lóth
- 1988 Dávid meglepi Bethsabét a fürdőben
- 1990-es évek Szajha útja c. sorozat
- (Év nélkül) Fauszt dolgozószobája (akvarell, ceruza, tus, papír, 350 x 520 mm)

## Főbb kiállításai
- Galérie Lambert (Párizs, 1964)
- Galérie du Fleuve (Párizs, 1967)
- Galérie Claude Bernard (Párizs, 1973, 1978, 1982, 1986)
- Móra Ferenc Múzeum, (Szeged, 1983)
- Chicago International Art Exposition (1984)
- Műcsarnok (Budapest, 1989, 1999)
- Kogart Ház (Budapest, 2006)
- Emlékkiállítás (Békéscsaba, Kondoros, 2007)

## Díjai (válogatás)
- Munkácsy-díj (1952, 1963)
- Derkovits Gyula képzőművészeti ösztöndíj (1955)
- Premio Lissone (olasz, 1967)
- Chevalier d'Arts et Lettres (francia, 1986)
- Kiváló művész (1990)
- Kossuth-díj (1997)